# 陈伯智
永阳王陈伯智（？—？），字策之，吳興郡長城縣（今浙江長興）人。南朝陈世祖，文帝陈蒨第十二子。《陈书》说他「少敦厚，有器局，博涉经史」。陳朝亡後，陳伯智北遷並入仕隋朝。

## 母
江贵妃，陈文帝的妃嫔，陈文帝即位后，封为贵妃。

## 生平
陈宣帝太建年間，立为永阳王，師事陸瑜。不久任侍中，加明威将军，置佐史（有記室虞綽），後再加任散骑常侍。太建十四年（582年）升任尚书左仆射，出为使持节、都督東揚州、豐州二州诸军事、平东将军，领会稽内史。陈后主至德二年（584年），陳伯智入朝为侍中、翊左将军，加特进。
祯明三年（589年），隋文帝楊堅派軍消灭陈朝，陳伯智被迫迁入关中。隋炀帝大業年間，陳伯智在隋朝官至岐州司马，迁国子司业。

## 延伸阅读
[在维基数据编辑]
 《南史/卷65》，出自李延壽《南史》